# 戴維斯半島
戴維斯半島是南極洲的半島，位於瑪麗皇后地，寬6公里，該半島在1912年11月由探險隊發現，以船長命名，現時由南極條約體系管理。
66°35′S 98°47′E / 66.583°S 98.783°E